# Kaoru Tosaka
Kaoru Tosaka (jap. 戸坂 馨氏, Tosaka Kaoru; * 1943; † 28. Februar 2007 in Chiyoda) ist ein japanischer Manager. Er war bis zum 31. Oktober 2005 Präsident von NEC Electronics.
Er arbeitete zunächst in der Computersparte von NEC. 2002 wurde er Präsident der neu gegründeten NEC Electronics. Er hat diesen Posten zum 1. November 2005 an Toshio Nakajima abgegeben und ist als Berater ins Board zurückgekehrt. Am 28. Februar 2007 starb er in einem Krankenhaus in Chiyoda an Bauchspeicheldrüsenkrebs.
| Personendaten    | Personendaten         |
| ---------------- | --------------------- |
| NAME             | Tosaka, Kaoru         |
| ALTERNATIVNAMEN  | 戸坂 馨氏 (japanisch) |
| KURZBESCHREIBUNG | japanischer Manager   |
| GEBURTSDATUM     | 1943                  |
| STERBEDATUM      | 28. Februar 2007      |
| STERBEORT        | Chiyoda, Japan        |